# Sveriges damlandskamper i fotboll 2013
Sveriges damlandskamper i fotboll 2013 innehåller bland annat damernas fotbolls-EM 2013, Algarve Cup och ett antal träningsmatcher.

## Matcher
|                         | 6 mars                  | Sverige               | 1–1           | Kina               | Estádio Municipal Bela Vista                                      |                                                                   |
| 17:00 (16:00 lokal tid) | 17:00 (16:00 lokal tid) | 1–1 Sara Thunebro 59′ | (0–1) Rapport | 0–1 Ren Guixin 32′ | Parchal, Portugal Publik: 150 Domare: Quetzalli Alvarado (Mexico) | Parchal, Portugal Publik: 150 Domare: Quetzalli Alvarado (Mexico) |
| 17:00 (16:00 lokal tid) | 17:00 (16:00 lokal tid) |                       |               |                    | Parchal, Portugal Publik: 150 Domare: Quetzalli Alvarado (Mexico) | Parchal, Portugal Publik: 150 Domare: Quetzalli Alvarado (Mexico) |
| 17:00 (16:00 lokal tid) | 17:00 (16:00 lokal tid) |                       |               |                    | Parchal, Portugal Publik: 150 Domare: Quetzalli Alvarado (Mexico) | Parchal, Portugal Publik: 150 Domare: Quetzalli Alvarado (Mexico) |

|                         | 8 mars                  | Island                          | 1–6           | Sverige | Estádio Municipal                                                          |                                                                            |
| 19:00 (18:00 lokal tid) | 19:00 (18:00 lokal tid) | 1–6 Hólmfrídur Magnúsdóttir 86′ | (0–4) Rapport | 0–1 Kosovare Asllani 10′ 0–2 Sara Thunebro 13′ 0–3 Lotta Schelin 42′ 0–4 Marie Hammarström 45′ 0–5 Kosovare Asllani 47′ 0–6 Susanne Moberg 64′ | Albufeira, Portugal Publik: 200 Domare: Jesica Salome Di Iorio (Argentina) | Albufeira, Portugal Publik: 200 Domare: Jesica Salome Di Iorio (Argentina) |
| 19:00 (18:00 lokal tid) | 19:00 (18:00 lokal tid) |                                 |               | | Albufeira, Portugal Publik: 200 Domare: Jesica Salome Di Iorio (Argentina) | Albufeira, Portugal Publik: 200 Domare: Jesica Salome Di Iorio (Argentina) |
| 19:00 (18:00 lokal tid) | 19:00 (18:00 lokal tid) |                                 |               | | Albufeira, Portugal Publik: 200 Domare: Jesica Salome Di Iorio (Argentina) | Albufeira, Portugal Publik: 200 Domare: Jesica Salome Di Iorio (Argentina) |

|                         | 11 mars                 | Sverige               | 1–1           | USA                 | Estádio Municipal                                            |                                                              |
| 16:00 (15:00 lokal tid) | 16:00 (15:00 lokal tid) | 1–0 Lisa Dahlkvist 4′ | (1–0) Rapport | 1–1 Alex Morgan 56′ | Lagos, Portugal Publik: 800 Domare: Esther Staubli (Schweiz) | Lagos, Portugal Publik: 800 Domare: Esther Staubli (Schweiz) |
| 16:00 (15:00 lokal tid) | 16:00 (15:00 lokal tid) |                       |               |                     | Lagos, Portugal Publik: 800 Domare: Esther Staubli (Schweiz) | Lagos, Portugal Publik: 800 Domare: Esther Staubli (Schweiz) |
| 16:00 (15:00 lokal tid) | 16:00 (15:00 lokal tid) |                       |               |                     | Lagos, Portugal Publik: 800 Domare: Esther Staubli (Schweiz) | Lagos, Portugal Publik: 800 Domare: Esther Staubli (Schweiz) |

|                         | 13 mars                 | Norge | 7–6 (e.str.)  | Sverige | Estádio Municipal                                             |                                                               |
| 13:00 (12:00 lokal tid) | 13:00 (12:00 lokal tid) | 1–1 Kristine Hegland 39′ 2–2 Ada S. Hegerberg 90′ 3–3 Marit F. Christensen (str.) 4–5 Ingvild Isaksen (str.) 5–6 Ingvild Stensland (str.) 6–6 Solveig Gulbrandsen (str.) 7–6 Leni Larsen Kaurin (str.) | (1–1) Rapport | 0–1 Kosovare Asllani 16′ 1–2 Antonia Göransson 46′ 2–3 Marie Hammarström (str.) 3–4 Sara Thunebro (str.) 3–5 Carina Holmberg (str.) 4–6 Antonia Göransson (str.) | Lagos, Portugal Publik: 200 Domare: Efthalia Mitsi (Grekland) | Lagos, Portugal Publik: 200 Domare: Efthalia Mitsi (Grekland) |
| 13:00 (12:00 lokal tid) | 13:00 (12:00 lokal tid) | |               | | Lagos, Portugal Publik: 200 Domare: Efthalia Mitsi (Grekland) | Lagos, Portugal Publik: 200 Domare: Efthalia Mitsi (Grekland) |
| 13:00 (12:00 lokal tid) | 13:00 (12:00 lokal tid) | |               | | Lagos, Portugal Publik: 200 Domare: Efthalia Mitsi (Grekland) | Lagos, Portugal Publik: 200 Domare: Efthalia Mitsi (Grekland) |

|       | 6 april | Sverige                                       | 2–0           | Island | Myresjöhus Arena 1                                         |                                                            |
| 17:00 | 17:00   | 1–0 Lotta Schelin 55′ 2–0 Lotta Schelin 90+2′ | (0–0) Rapport |        | Växjö, Sverige Publik: 2 412 Domare: Monica Larsen (Norge) | Växjö, Sverige Publik: 2 412 Domare: Monica Larsen (Norge) |
| 17:00 | 17:00   |                                               |               |        | Växjö, Sverige Publik: 2 412 Domare: Monica Larsen (Norge) | Växjö, Sverige Publik: 2 412 Domare: Monica Larsen (Norge) |
| 17:00 | 17:00   |                                               |               |        | Växjö, Sverige Publik: 2 412 Domare: Monica Larsen (Norge) | Växjö, Sverige Publik: 2 412 Domare: Monica Larsen (Norge) |

|       | 1 juni | Sverige                                         | 2–1           | Norge                | Arena Linköping                                                    |                                                                    |
| 15:30 | 15:30  | 1–1 Lotta Schelin 20′ 2–1 Marie Hammarström 34′ | (2–1) Rapport | 0–1 Ada Hegerberg 4′ | Linköping, Sverige Publik: 4 792 Domare: Carina Vitulano (Italien) | Linköping, Sverige Publik: 4 792 Domare: Carina Vitulano (Italien) |
| 15:30 | 15:30  |                                                 |               |                      | Linköping, Sverige Publik: 4 792 Domare: Carina Vitulano (Italien) | Linköping, Sverige Publik: 4 792 Domare: Carina Vitulano (Italien) |
| 15:30 | 15:30  |                                                 |               |                      | Linköping, Sverige Publik: 4 792 Domare: Carina Vitulano (Italien) | Linköping, Sverige Publik: 4 792 Domare: Carina Vitulano (Italien) |

|       | 19 juni | Sverige              | 1–1           | Brasilien               | Söderstadion                                                        |                                                                     |
| 17:45 | 17:45   | 1–0 Nilla Fischer 6′ | (1–1) Rapport | 1–1 Andressa 31′ (str.) | Stockholm, Sverige Publik: 5 507 Domare: Christina Pedersen (Norge) | Stockholm, Sverige Publik: 5 507 Domare: Christina Pedersen (Norge) |
| 17:45 | 17:45   |                      |               |                         | Stockholm, Sverige Publik: 5 507 Domare: Christina Pedersen (Norge) | Stockholm, Sverige Publik: 5 507 Domare: Christina Pedersen (Norge) |
| 17:45 | 17:45   |                      |               |                         | Stockholm, Sverige Publik: 5 507 Domare: Christina Pedersen (Norge) | Stockholm, Sverige Publik: 5 507 Domare: Christina Pedersen (Norge) |

|       | 4 juli | Sverige                                                                                      | 4–1           | England             | Skarsjövallen                                                            |                                                                          |
| 19:00 | 19:00  | 1–1 Antonia Göransson 30′ 2–1 Lotta Schelin 33′ 3–1 Caroline Seger 51′ 4–1 Lotta Schelin 68′ | (2–1) Rapport | 0–1 Ellen White 13′ | Ljungskile, Sverige Publik: 4 524 Domare: Christine Baitinger (Tyskland) | Ljungskile, Sverige Publik: 4 524 Domare: Christine Baitinger (Tyskland) |
| 19:00 | 19:00  |                                                                                              |               |                     | Ljungskile, Sverige Publik: 4 524 Domare: Christine Baitinger (Tyskland) | Ljungskile, Sverige Publik: 4 524 Domare: Christine Baitinger (Tyskland) |
| 19:00 | 19:00  |                                                                                              |               |                     | Ljungskile, Sverige Publik: 4 524 Domare: Christine Baitinger (Tyskland) | Ljungskile, Sverige Publik: 4 524 Domare: Christine Baitinger (Tyskland) |

|       | 10 juli | Sverige               | 1–1           | Danmark                         | Gamla Ullevi                                                          |                                                                       |
| 20:30 | 20:30   | 1–1 Nilla Fischer 36′ | (1–1) Rapport | 0–1 Mariann Gajhede Knudsen 26′ | Göteborg, Sverige Publik: 16 128 Domare: Bibiana Steinhaus (Tyskland) | Göteborg, Sverige Publik: 16 128 Domare: Bibiana Steinhaus (Tyskland) |
| 20:30 | 20:30   |                       |               |                                 | Göteborg, Sverige Publik: 16 128 Domare: Bibiana Steinhaus (Tyskland) | Göteborg, Sverige Publik: 16 128 Domare: Bibiana Steinhaus (Tyskland) |
| 20:30 | 20:30   |                       |               |                                 | Göteborg, Sverige Publik: 16 128 Domare: Bibiana Steinhaus (Tyskland) | Göteborg, Sverige Publik: 16 128 Domare: Bibiana Steinhaus (Tyskland) |

|       | 13 juli | Finland | 0–5           | Sverige | Gamla Ullevi                                                           |                                                                        |
| 20:30 | 20:30   |         | (0–3) Rapport | 0–1 Nilla Fischer 15′ 0–2 Nilla Fischer 36′ 0–3 Kosovare Asllani 38′ 0–4 Lotta Schelin 60′ 0–5 Lotta Schelin 87′ | Göteborg, Sverige Publik: 16 414 Domare: Cristina Dorcioman (Rumänien) | Göteborg, Sverige Publik: 16 414 Domare: Cristina Dorcioman (Rumänien) |
| 20:30 | 20:30   |         |               | | Göteborg, Sverige Publik: 16 414 Domare: Cristina Dorcioman (Rumänien) | Göteborg, Sverige Publik: 16 414 Domare: Cristina Dorcioman (Rumänien) |
| 20:30 | 20:30   |         |               | | Göteborg, Sverige Publik: 16 414 Domare: Cristina Dorcioman (Rumänien) | Göteborg, Sverige Publik: 16 414 Domare: Cristina Dorcioman (Rumänien) |

|       | 16 juli | Sverige                                                        | 3–1           | Italien                    | Örjans Vall                                                      |                                                                  |
| 20:30 | 20:30   | 1–0 Självmål 47′ 2–0 Lotta Schelin 49′ 3–0 Josefine Öqvist 57′ | (0–0) Rapport | 3–1 Melania Gabbiadini 78′ | Halmstad, Sverige Publik: 7 288 Domare: Katalin Kulcsar (Ungern) | Halmstad, Sverige Publik: 7 288 Domare: Katalin Kulcsar (Ungern) |
| 20:30 | 20:30   |                                                                |               |                            | Halmstad, Sverige Publik: 7 288 Domare: Katalin Kulcsar (Ungern) | Halmstad, Sverige Publik: 7 288 Domare: Katalin Kulcsar (Ungern) |
| 20:30 | 20:30   |                                                                |               |                            | Halmstad, Sverige Publik: 7 288 Domare: Katalin Kulcsar (Ungern) | Halmstad, Sverige Publik: 7 288 Domare: Katalin Kulcsar (Ungern) |

|       | 21 juli | Sverige                                                                                      | 4–0           | Island | Örjans Vall                                                |                                                            |
| 15:00 | 15:00   | 1–0 Marie Hammarström 3′ 2–0 Josefine Öqvist 14′ 3–0 Lotta Schelin 19′ 4–0 Lotta Schelin 59′ | (3–0) Rapport |        | Halmstad, Sverige Publik: 7 468 Domare: Halmstad (Sverige) | Halmstad, Sverige Publik: 7 468 Domare: Halmstad (Sverige) |
| 15:00 | 15:00   |                                                                                              |               |        | Halmstad, Sverige Publik: 7 468 Domare: Halmstad (Sverige) | Halmstad, Sverige Publik: 7 468 Domare: Halmstad (Sverige) |
| 15:00 | 15:00   |                                                                                              |               |        | Halmstad, Sverige Publik: 7 468 Domare: Halmstad (Sverige) | Halmstad, Sverige Publik: 7 468 Domare: Halmstad (Sverige) |

|       | 24 juli | Sverige | 0–1           | Tyskland                   | Gamla Ullevi                                                      |                                                                   |
| 20:30 | 20:30   |         | (0–1) Rapport | 0–1 Dzsenifer Marozsán 33′ | Göteborg, Sverige Publik: 16 608 Domare: Esther Staubli (Schweiz) | Göteborg, Sverige Publik: 16 608 Domare: Esther Staubli (Schweiz) |
| 20:30 | 20:30   |         |               |                            | Göteborg, Sverige Publik: 16 608 Domare: Esther Staubli (Schweiz) | Göteborg, Sverige Publik: 16 608 Domare: Esther Staubli (Schweiz) |
| 20:30 | 20:30   |         |               |                            | Göteborg, Sverige Publik: 16 608 Domare: Esther Staubli (Schweiz) | Göteborg, Sverige Publik: 16 608 Domare: Esther Staubli (Schweiz) |

|       | 21 september | Sverige                                      | 2–0           | Polen | Swedbank Stadion                                               |                                                                |
| 17:30 | 17:30        | 1–0 Caroline Seger 52′ 2–0 Lotta Schelin 66′ | (0–0) Rapport |       | Malmö, Sverige Publik: 6 112 Domare: Kateryna Monzul (Ukraina) | Malmö, Sverige Publik: 6 112 Domare: Kateryna Monzul (Ukraina) |
| 17:30 | 17:30        |                                              |               |       | Malmö, Sverige Publik: 6 112 Domare: Kateryna Monzul (Ukraina) | Malmö, Sverige Publik: 6 112 Domare: Kateryna Monzul (Ukraina) |
| 17:30 | 17:30        |                                              |               |       | Malmö, Sverige Publik: 6 112 Domare: Kateryna Monzul (Ukraina) | Malmö, Sverige Publik: 6 112 Domare: Kateryna Monzul (Ukraina) |

|       | 26 oktober | Bosnien och Hercegovina | 0–1           | Sverige                      | Bilino Polje Stadion                                             |                                                                  |
| 14:00 | 14:00      |                         | (0–1) Rapport | 0–1 Lotta Schelin 34′ (str.) | Zenica, Bosnien och Hercegovina Domare: Olga Zadinová (Tjeckien) | Zenica, Bosnien och Hercegovina Domare: Olga Zadinová (Tjeckien) |
| 14:00 | 14:00      |                         |               |                              | Zenica, Bosnien och Hercegovina Domare: Olga Zadinová (Tjeckien) | Zenica, Bosnien och Hercegovina Domare: Olga Zadinová (Tjeckien) |
| 14:00 | 14:00      |                         |               |                              | Zenica, Bosnien och Hercegovina Domare: Olga Zadinová (Tjeckien) | Zenica, Bosnien och Hercegovina Domare: Olga Zadinová (Tjeckien) |

|       | 31 oktober | Sverige | 5–0           | Färöarna | Gamla Ullevi                                                                  |                                                                               |
| 19:00 | 19:00      | 1–0 Lotta Schelin 12′ (str.) 2–0 Amanda Ilestedt 14′ 3–0 Kosovare Asllani 18′ 4–0 Lotta Schelin 30′ 5–0 Jenny Hjohlman 59′ | (4–0) Rapport |          | Göteborg, Sverige Publik: 4 411 Domare: Mihaela Gurdon Basimamovic (Kroatien) | Göteborg, Sverige Publik: 4 411 Domare: Mihaela Gurdon Basimamovic (Kroatien) |
| 19:00 | 19:00      | |               |          | Göteborg, Sverige Publik: 4 411 Domare: Mihaela Gurdon Basimamovic (Kroatien) | Göteborg, Sverige Publik: 4 411 Domare: Mihaela Gurdon Basimamovic (Kroatien) |
| 19:00 | 19:00      | |               |          | Göteborg, Sverige Publik: 4 411 Domare: Mihaela Gurdon Basimamovic (Kroatien) | Göteborg, Sverige Publik: 4 411 Domare: Mihaela Gurdon Basimamovic (Kroatien) |

## Sveriges målgörare 2013
| 15 mål - Lotta Schelin | 5 mål - Kosovare Asllani | 4 mål - Nilla Fischer | 3 mål - Marie Hammarström | 2 mål - Sara Thunebro - Josefine Öqvist - Antonia Göransson - Caroline Seger | 1 mål - Amanda Ilestedt - Jenny Hjohlman - Lisa Dahlkvist - Susanne Moberg |